# Douglassville
Douglassville é uma cidade  localizada no estado norte-americano de Texas, no Condado de Cass.

## Demografia
Segundo o censo norte-americano de 2000, a sua população era de 175 habitantes.
Em 2006, foi estimada uma população de 169, um decréscimo de 6 (-3.4%).

## Geografia
De acordo com o United States Census Bureau tem uma área de
16,4 km², dos quais 16,4 km² cobertos por terra e 0,0 km² cobertos por água. Douglassville localiza-se a aproximadamente 121 m acima do nível do mar.

## Localidades na vizinhança
O diagrama seguinte representa as localidades num raio de 24 km ao redor de Douglassville.